# Elizondo
Elizondo är en ort i Spanien.   Den ligger i provinsen Provincia de Navarra och regionen Navarra, i den nordöstra delen av landet, 400 km nordost om huvudstaden Madrid. Elizondo ligger 201 meter över havet och antalet invånare är 3 563.
Terrängen runt Elizondo är huvudsakligen kuperad. Elizondo ligger nere i en dal. Runt Elizondo är det glesbefolkat, med 13 invånare per kvadratkilometer. Elizondo är det största samhället i trakten. Omgivningarna runt Elizondo är en mosaik av jordbruksmark och naturlig växtlighet.